# Antica diocesi di Børglum

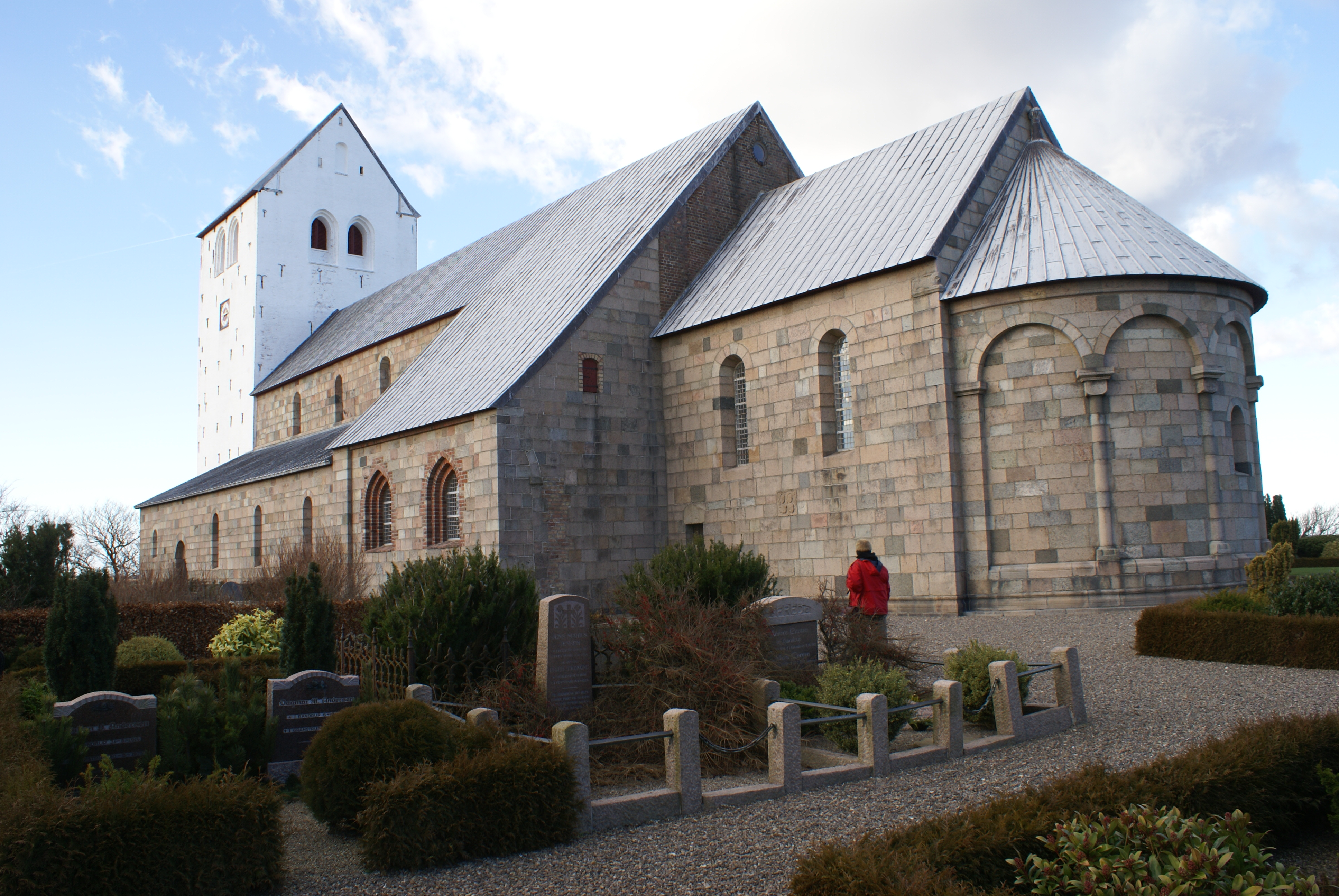
La chiesa dell'abbazia di Vastervig, che funse da cattedrale diocesana fino al 1130

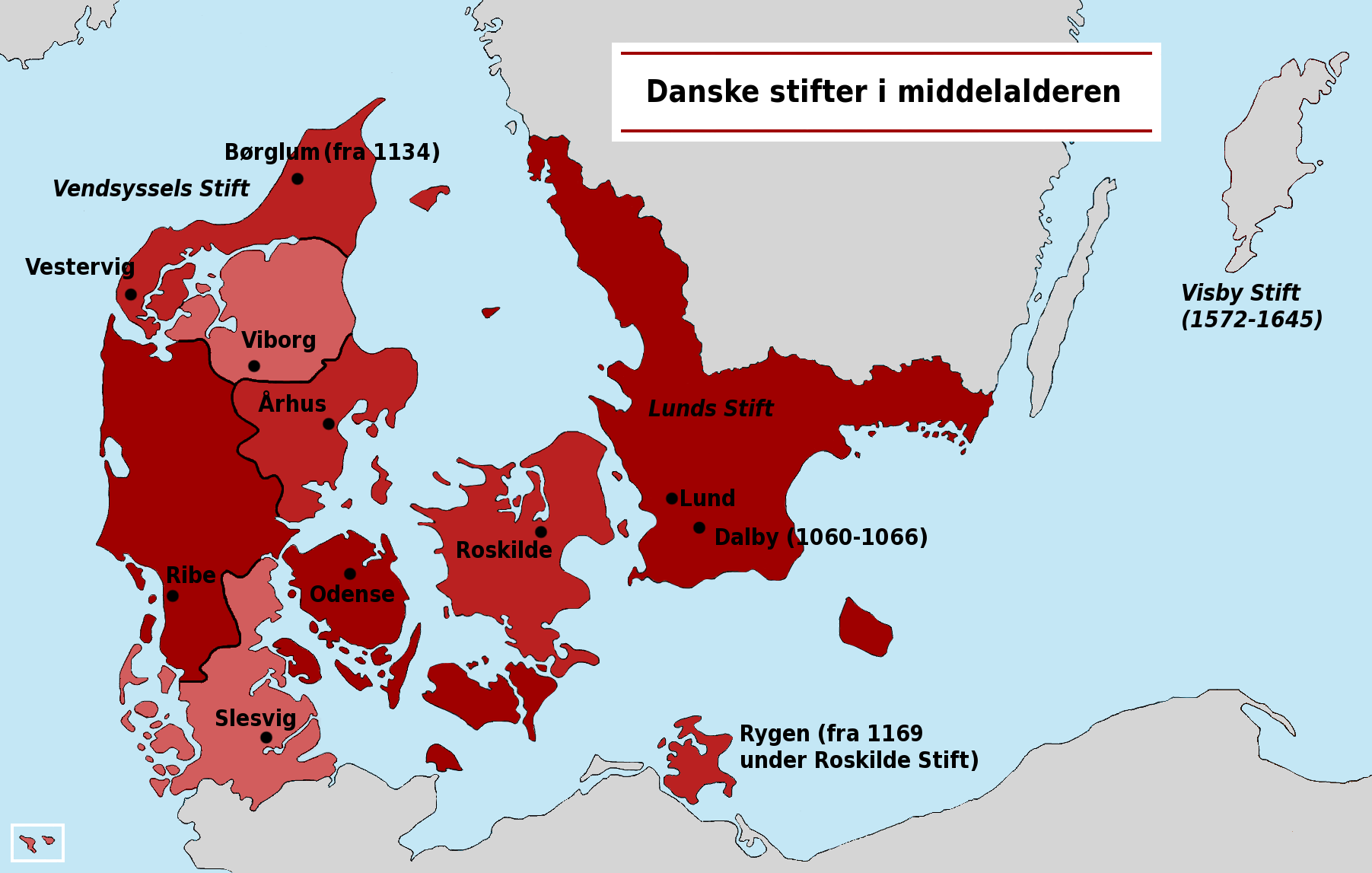
Mappa della provincia ecclesiastica di Lund nel Medioevo.

La diocesi di Børglum (in latino: Dioecesis Burglanensis) è una sede soppressa della Chiesa cattolica.

## Territorio
La diocesi comprendeva l'isola danese di Vendsyssel-Thy e parte dello Jutland settentrionale.
Sede vescovile era la città di Børglum, oggi ridotto ad un piccolo villaggio nel comune di Hjørring, dove si trova la Børglum Abbey la cui chiesa fungeva da cattedrale della diocesi.

## Storia
La diocesi di Vastervig fu eretta nel 1060 ricavandone il territorio dalla diocesi di Ribe.
Prima sede vescovile fu la città di Vastervig, nell'odierno comune di Thisted, dove fungeva da cattedrale la chiesa dell'abbazia locale. Il primo vescovo, Magnus, annegò nel fiume Elba mentre era di ritorno da Brema, dove era stato consacrato vescovo da Adalberto.
Originariamente suffraganea dell'arcidiocesi di Amburgo-Brema, nel 1104 Børglum entrò a far parte della provincia ecclesiastica dell'arcidiocesi di Lund.
Il vescovo Sylvester nel 1130 circa trasferì la sede episcopale a Børglum.
L'ultimo vescovo in comunione con la Santa Sede fu Stygge Krumpen, imprigionato nel 1536 e deceduto nel 1551. Dopo alcuni anni di commissariamento sotto due sovrintendenti luterani, la sede divenuta protestante fu trasferita nella più grande città della zona, Aalborg.

## Cronotassi dei vescovi
- Magnus † (1060 - 1065 deceduto)
- Albrik † (1066 - ?)
- Henry † (circa 1080 - ?)
- N. † (? - 1112 deceduto)
- Kield † (? - 4 giugno 1134 deceduto)
- Sylvester † (1140 - ?)
- Tyge † (prima del 1158 - circa 1177 deceduto)
- Omer † (circa 1178 - 1178 nominato vescovo di Ribe)
- Jens † (1221 - 1245)
- Eskil † (1245 - ?)
- Radulf, O.F.M. † (1247 - 1252 dimesso)
- Oluf Glob † (circa 1252 - 1262 deceduto)
- Jens de Heche † (23 luglio 1264 - ? deceduto)
- Niels † (1282 - ? deceduto)
- Joseph † (20 aprile 1298 - ? deceduto)
- Jens † (20 marzo 1304 - ?)
- Niels † (1309 - 31 agosto 1328 dimesso)
- Tyge, O.P. † (1328 - ? deceduto)
- Andreas † (1345 - 1354 deceduto)
- Mogens Jensen † (1354 - 19 settembre 1365 nominato vescovo di Ribe)
- Jens Mikkelsen † (19 settembre 1365 - 7 novembre 1369 nominato vescovo di Ribe)
- Sven † (14 gennaio 1370 - 1396 deceduto)
- Peder † (2 luglio 1396 - 1431 deceduto)
  - Gobelinus Volant, O.E.S.A. † (19 marzo 1432 - ?) (vescovo eletto)
- Gerhard Peder Gydenstierna † (1º aprile 1433 - 1452 deceduto)
- Jacob Friis Loddehat † (17 agosto 1453 - 1481 deceduto)
- Niels Stygge, O.P. † (20 novembre 1486 - 1519 dimesso)
- Stygge Krumpen † (27 luglio 1519 - 1551 deceduto)